# خولیا گوتیه‌رس کابا
خولیا گوتیه‌رِس کابا (اسپانیایی: Julia Gutiérrez Caba‎؛ زادهٔ ۲۰ اکتبر ۱۹۳۲) بازیگر تئاتر و سینما اهل اسپانیا است.
پدر و مادر او هر دو هنرپیشه بودند. همچنین خواهر و برادر وی امیلیو گوتیه‌رس کابا نیز بازیگر هستند. او در سریال تلویزیونی خانواده سرانو نقش‌آفرینی کرده‌است.
از فیلم‌هایی که وی در آن‌ها نقش داشته است، می‌توان به خانواده بزرگ اشاره نمود.
وی برنده جایزه گویا بابت «بهترین بازیگر نقش مکمل زن» و همچنین «جایزه ملی تئاتر» شده است.